# Такэи, Хироюки
Хироюки Такэи (яп. 武井 宏之 Такэи Хироюки, род. 15 мая 1972 г.) — японский мангака. Родился в префектуре Аомори, которая находится на севере японского острова Хонсю. Наиболее известная работа — Shaman King.

## Карьера
Первой работой автора стал манга-сериал SD Hyakkaten, который печатался в фэнзине.
Такэй дважды награждался премией конкурса Tezuka Award — первый раз в 1994 году в номинации «Tezuka Prize: Application Works» — за мангу Doragu Doll Dan и второй раз в номинации «Tezuka prize: Fine work» за мангу Anna the Itako. Она же открыла ему путь в ассистенты Нобухиро Вацуки, который работал в то время над проектом Rurouni Kenshin. После того, как проект был закончен, Такэи начал работать над собственными проектами. Первым таким проектом стала манга серии Bitsu Zone в 1997 году. Над ней он работал в течение года. А в 1998 году он начал работать над мангой Shaman King, которая закончилась в 2004 году и вышла в общей сложности в 32 томах. Все манги Такэи без исключения обращаются к религиозным темам и темам духов. Он сам верит в то, что люди постоянно окружены духами прошлого, которых не могут видеть.
Такэи является другом Нобухиро Вацуки и мангаки Эйитиро Оды (One Piece). Также, вероятно, на него повлиял стиль Хирохико Араки со своей популярной мангой JoJo's Bizarre Adventure.
Наиболее известная и продолжительная работа Хироюки Такэи это Shaman King, которая удостоилась экранизации как аниме-сериал.

## Работы
| Название                                                                                               | Год       | Издание                                  |
| --- | --------- | ---------------------------------------- |
| Anna the Itako (яп. ＩＴＡＫＯのＡＮＮＡ «Itako no Anna»)                                              | 1994      | 48th Tezuka Award, honorable mention     |
| Death Zero (яп. デスゼロ «Desu zero»)                                                                  | 1996      | Weekly Shōnen Jump Winter Special        |
| Butsu Zone (яп. 仏ゾーン «Butsu Zōn»)                                                                  | 1996      | Weekly Shōnen Jump Summer Special        |
| Butsu Zone (яп. 仏ゾーン «Butsu Zōn»)                                                                  | 1997      | Weekly Shōnen Jump, 3 тома               |
| Shaman King (яп. シャーマンキング «Shāman Kingu»)                                                      | 1998—2004 | Weekly Shōnen Jump, 32 тома              |
| Exotica (яп. エキゾチカ «Ekizochika»)                                                                  | 2003      | Weekly Shonen Jump. Выпуск #40           |
| Jumbor Barutronica (яп. 重機人間ユンボル «Jūki Ningen Yunboru»)                                        | 2007      | Weekly Shōnen Jump, 1 том                |
| Karakuridouji Ultimo:0 (яп. 機巧童子ULTIMO:0 «Karakuri Dōji Urutimo: zero»)                            | 2009      | Jump SQ. II (Second), Stan Lee (concept) |
| Karakuridouji Ultimo (яп. 機巧童子ULTIMO «Karakuri Dōji Urutimo»)                                      | 2009—     | Jump SQ, 3 tankōbons, Stan Lee (concept) |
| Jumbor (яп. ユンボル «Yunboru»)                                                                        | 2009      | Ultra Jump #11, Hiromasa Mikami (writer) |
| Jumbor - The Desert With a Floor Heater (яп. ユンボル 「荒野の床暖房」 «Yunboru — areno no yukadanbō») | 2010      | Ultra Jump #3, Hiromasa Mikami (writer)  |
| Jumbor (яп. ユンボル «Yunboru»)                                                                        | 2010—     | Ultra Jump, Hiromasa Mikami (writer)     |